# Harry Bashall
W. Harry Bashall was een Brits motorcoureur. Hij was een van de pioniers van de Isle of Man TT, waaraan hij in 1908 voor het eerst en in 1923 voor het laatst deelnam. Hij won de Junior TT van 1912.

## Carrière

### BAT
Harry Bashall debuteerde bij de TT van Man van 1908, de tweede uitvoering van die race op het eiland Man, die toen nog op de korte St John's Short Course werd verreden. Men kende toen nog twee klassen: de Single Cylinder TT en de Twin Cylinder TT. Bashall gebruikte de BAT-JAP tweecilinder, vergelijkbaar met de machine waarmee de eigenaar van het merk BAT, Theodore Tessier, in 1907 uitgevallen was. Bashall werd tweede achter Harry Reed, de eigenaar van het merk DOT die een Peugeot-motor gebruikte.
Tijdens de TT van Man van 1909 werd het reglement gewijzigd. Aanvankelijk hadden de tweecilinders, die toen nog trager waren dan eencilinders, hun eigen klasse gehad, maar in dit jaar was er slechts één klasse, de 500 Single & 750 Twin TT. Harry Bashall viel in deze race uit en dat gebeurde in 1910 ook.
De TT van Man van 1911 werd verreden op de 60 km-lange Snaefell Mountain Course. Dat circuit had men altijd al willen gebruiken en werd ook voor autoraces gebruikt, maar de eerste motorfietsen konden bij gebrek aan versnellingen de 11 km-lange klim van Ramsey naar Douglas met ruim 400 meter hoogteverschil niet nemen. Bovendien waren er weer twee klassen, waarin de tweecilinders toch weer een beetje bevoordeeld werden: de Junior TT met eencilinders van 300 cc en tweecilinders van 340 cc en de Senior TT met eencilinders van 500 cc en tweecilinders van 585 cc. Harry Bashall werd met zijn BAT-JAP zevende in de Senior TT, maar was de snelste tweecilindercoureur. 

### Douglas
In 1912 trad hij toe tot het team van Douglas, dat min of meer geleid werd door Les Bailey. Bailey had ontwikkelingswerk gedaan voor Humber, dat de Junior TT van 1911 gewonnen had, maar deed dat nu samen met Cyril Pullin voor Douglas. Hoewel de Junior TT van 1912 een groot succes voor Douglas werd, kende het team de nodige problemen. Bailey zelf viel uit, hoewel hij aanvankelijk aan de leiding gelegen had. Harry Bashall had echter de nodige problemen die veroorzaakt werden door de aandrijfriem. In de eerste ronde moest hij zes keer stoppen omdat de riem modder op de bougie van de achterste cilinder wierp. Toch lag hij na de eerste ronde op de tweede plaats achter Bailey. Later stopte hij in Douglas om benzine en olie bij te vullen. In de laatste ronde reed hij vijf mijl in de laagste versnelling omdat hij olie tekort kwam. Toen hij  Percy Evans passeerde, die een binnenband aan het vervangen was, bleef de weggeworpen oude band om Bashall's voet hangen, waardoor hij die een flink eind meenam. Bashall had zijn zakken voor de race volgestopt met gereedschap. Zijn jas schuurde echter over de tank, waardoor er een gat ontstond en het gereedschap geleidelijk over het circuit werd gestrooid. Bij een van de stops om zijn bougie schoon te maken vloog de poetsdoek in brand. In Ramsey werd hem verteld dat hij een minuut achterstand had op Kickham. Daarna gaf hij vol gas en won de race alsnog. Teamgenoot E. Kickham werd tweede. 

### Premier
In 1913 nam Harry Bashall niet deel aan de TT van Man, maar in 1914 viel hij in de Senior TT uit met een Premier.

### Beardmore-Precision
Na het uitbreken van de Eerste Wereldoorlog werd de Isle of Man TT vijf jaar lang niet verreden. Harry Bashall nam nog één keer deel: in de 350cc-Junior TT van 1923 werd hij met een Beardmore-Precision veertiende. 

## Isle of Man TT resultaten
| Jaar | Klasse                   | Team    | Motorfiets            | Plaats |                            | Winnaar |
| ---- | ------------------------ | ------- | --------------------- | ------ | -------------------------- | ------- |
| 1908 | Twin Cylinder TT         | BAT     | BAT-JAP               | 2e     | Harry Reed, DOT-Peugeot    |         |
| 1909 | 500 Single & 750 Twin TT | BAT     | BAT-JAP               | DNF    | Harry Collier, Matchless   |         |
| 1910 | 500 Single & 750 Twin TT | BAT     | BAT-JAP               | DNF    | Charlie Collier, Matchless |         |
| 1911 | Senior TT                | BAT     | BAT-JAP               | 7e     | Oliver Godfrey, Indian     |         |
| 1912 | Junior TT                | Douglas | Douglas Model J 2¾ HP | 1e     | Harry Bashall, Douglas     |         |
| 1914 | Senior TT                | Privé   | Premier               | DNF    | Cyril Pullin, Rudge        |         |
| 1923 | Junior TT                | Privé   | Beardmore-Precision   | 14e    | Stanley Woods, Cotton      |         |